# Otto Frederik Kralund
Otto Frederik Kralund (O. F. Kralund) (født 18. marts 1815 i Fredericia og død 13. januar 1892 i Kolding).
Han tog juridisk eksamen i 1835, blev prøveprokurator 1857 og prokurator 1859. 
Otto giftede sig med Marie Amalie Find (1818 - 1899) d. 11 Aug 1843 i Hjarup. De fik sammen Henriette Otilie Kralund (1851 - 1927)
I anerkendelse af sin virksomhed ved organiseringen af byens forplejningsvæsen under Treårskrigen blev han kammer-assessor i 1849.
P. Eliassen beskriver at O. F. Kralund havde stor indflydelse i by og egn, uden nogensinde at være populær. 
Før byen fik pengeinstitutter var han byens ”sparekasse”. Han modtog indskud og lånte penge ud. Det fortælles, at han behandlede låneansøgere siddende med ryggen til, og også takkede af med ryggen til. Bøs og affejende kunne han være, men eftermælet siger, at ”de, der skænkede ham tillid, var sikre hos ham”. Således rystede mennesker af skræk, når de skulle søge penge på hans kontor.
O. F. Kralund var medstifter af byens første bank Kolding Laane- og Diskontokasse i 1856, hvor han var den første direktør og var meget magtfuld. Kolding Laane- og Diskontokasse er i dag Sydbank efter flere sammenlægninger og opkøb.
O. F. Kralund skænkede en del af grunden til Haandværker- og Industriforeningens Fribolig på Tøndervej.  Grundstykket lå øst for hans egen villa på hjørnet af Tøndervej og Sct. Michaelsgade (tidligere Kralundsgade). Friboligen opførtes 1877 og er nu ejerlejligheder. Gaderne Kralundsgade og Ottosgade blev opkaldt efter ham. Kralundsgade blev 1995 omdøbt til Sct. Michaelsgade.
Marielundsskoven skænkede O. F. Kralund i 1875 til Kolding Kommune med ”Selskabet til Kolding og Omegns Forskønnelse” som bruger og administrator.
O. F. Kralund havde dog overdraget gaven allerede i 1873, men gavebrevet er dateret 1875. 
I gavebrevets §4 hedder det: ”Efter min hustru Marie Kralund født Find skal den bortskjænkede Eiendom stedse føre navnet ”Marielund” og den store Steen, som er opreist i Skoven, og indhugget dette Navn, skal bestandig fredes og beholde sin nuværende Plads”.
Således er Marielundskoven opkaldt efter hans hustru.